# ПАЕ Платаниас
„Платаниас“ (на гръцки: Πλατανιάς Χανίων) е гръцки футболен отбор от едноименния град на остров Крит. Клубът играе домакинските си срещи на стадион „Периволион“ с капацитет 4572 зрители.

## История
Отборът е създаден през 1931 година. През сезон 2010/11 „Платаниас“ се изкачва във втора дивизия. През 2011/12 отборът завършва на 5-о място, печели плейофа и за първи път в историята си влиза в Суперлигата. По такъв начин „Платаниас“ става третият клуб от остров Крит, играл в елита.

## Успехи
Купа на Гърция
- 1/4-финал (2) – 2012/13, 2016/17
- Делта Етники (4 дивизия)
  -  Шампион (1): 2008/09